# Verlengde Hereweg 25 (Groningen)
Het pand Verlengde Hereweg 25 in de stad Groningen is een half vrijstaand herenhuis in overgangsstijl met jugendstil-elementen, dat is aangewezen als gemeentelijk monument.

## Beschrijving

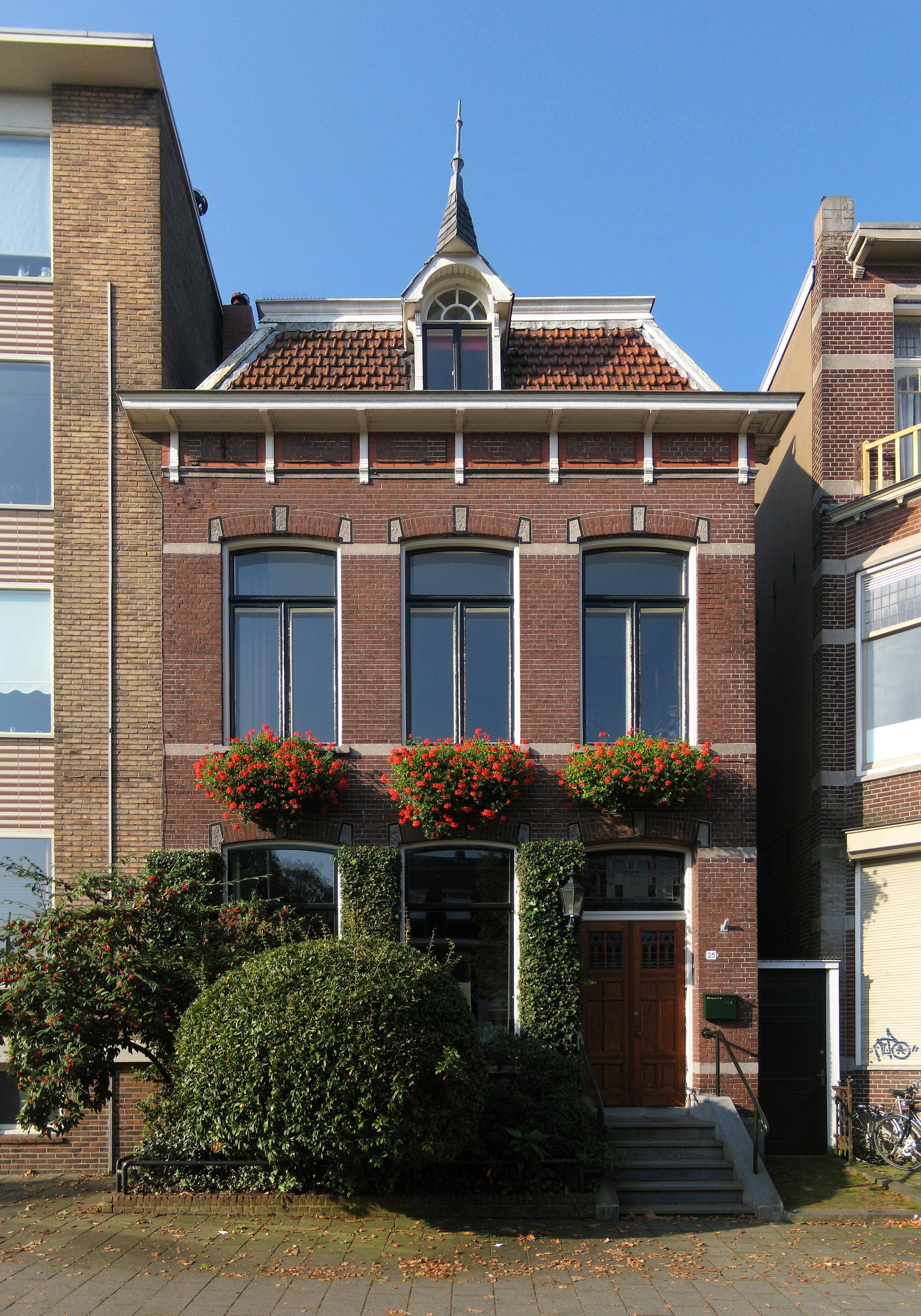
De voorgevel van Verlengde Hereweg 25 in 2011

Het herenhuis, dat in de zuidelijke wijk Helpman aan het noordwestelijke deel van de Verlengde Hereweg staat, werd in 1907 gebouwd naar een ontwerp van de Groninger architecten P. Belgraver (1854-1916) en A. Reiziger (1851-1941).
Het deels onderkelderde pand heeft een rechthoekige grondvorm en telt twee bouwlagen met daarboven een afgeknot schilddak, dat is belegd met rode kruispannen. De drie traveeën brede voorgevel is opgetrokken in donkerrode baksteen boven een hardstenen plint en een doorlopende onderdorpellijst. Een vijf treden tellende harstenen bordestrap aan de rechterzijde leidt naar de ingang van het pand, die is geplaatst in een ondiepe portiek. De voordeur bestaat uit een dubbele paneeldeur, gedecoreerd met houtsnijwerk en voorzien van kleine ramen. Evenals het bovenlicht zijn deze ingevuld met gekleurd glas in lood. Alle vensteropeningen in de voorgevel zijn enigszins getoogd en versierd met strekken en gefrijnde hardstenen negblokken en sluitstenen. De gevel wordt aan de bovenzijde afgesloten door een fries, dat bestaat uit een in profielwerk uitgevoerde hardstenen lijst met consoles, waarop een eveneens geprofileerde houten bakgoot rust. De velden tussen de consoles worden omlijst door felrode bakstenen. In het midden van het voordakschild is een houten dakkapel aangebracht, die is voorzien van een bovenlicht in rondboogvorm met een halfcirkelvormige roedenverdeling. De dakkapel is versierd met hoekpilasters en een diagonaal geplaatste pinakel. Op het gebogen dak, dat is belegd met leien, is een zinken piron geplaatst.
De zijgevel aan de noordzijde, waarin een gedenksteen is aangebracht, is opgetrokken in felrode baksteen. Ernaast loopt een smalle gang, die wordt afgesloten door een houten poortje. Aan de achterzijde van het pand bevindt zich aan de noordkant een aanbouw, waarop in 1933 een schoorsteen is geplaatst ten behoeve van de toen aangelegde centrale verwarming.
Waardering
Het herenhuis is aangewezen als gemeentelijk monument, onder meer vanwege "de esthetische kwaliteiten van het ontwerp, tot uiting komend in zijn bouwmassa en hoofdopzet, die kenmerkend is [sic] voor een herenhuis uit de periode 1900-1910", "de verzorgde architectuur" en "de ambachtelijke kwaliteit van de toegepaste materialen".